# Ritter Árpád
Ritter Árpád (Budapest, 1975. június 12. –) Európa-bajnok magyar birkózó.

## Pályafutása
Kilencéves korában kezdett el birkózni, karrierje során a Csepel színeiben sportolt. Kadet korában felváltva indult a két fogásnemben, kötöttfogásban korosztályos világbajnokságot nyert 1991-ben, szabadfogásúként ezüstérmes lett azon a vb-n. Juniorként és felnőttként már csak szabadfogásúként vett részt világversenyeken. Három olimpián indult: Atlantában a vigaszág harmadik körében fejezte be szereplését, Sydneyben mindkét mérkőzését elveszítette, akárcsak négy évvel később.
Európa-bajnokságokon négy alkalommal jutott el elődöntőig: 1998-ban negyedik lett, 2001-ben Budapesten bronzérmet szerzett. Élete legnagyobb sikerének a 2002-ben Bakuban és az egy évvel később Rigában megnyert kontinensbajnoki címek számítanak 74 kilogrammban. A 2005-ös világbajnokságon hazai közönség előtt döntőt birkózhatott, ahol  a háromszoros olimpiai bajnok orosz Buvajsza Szajtyijev győzte le őt.
Pályafutása során 11 alkalommal nyert magyar bajnokságot, az év magyar szabadfogású birkózójának ötször választották meg. 
Karrierjét 2008-ban fejezte be, két évvel később strandbirkózásban világbajnoki címet szerzett. 2018-ban ő lett a magyar női birkózóválogatott szövetségi kapitánya.

## Eredményei
- kötöttfogás 74 kg
  - harmadik: 1995
- szabadfogás 76 kg
  - első: 1997, 1998, 2000, 2001
- szabadfogás 84 kg
  - első: 2002, 2003, 2004, 2006, 2007
- szabadfogás 85 kg
  - első: 1999
- szabadfogás 96 kg
  - első: 2008

## Díjai, elismerései
- Az év magyar birkózója: 1998, 2002, 2003, 2004, 2007